# Galleri Karlsson
Galleri Karlsson var ett konstgalleri för samtida konst på Vidargatan 5 i Stockholm 1964–1971 som startades av dåvarande makarna Bo A. Karlsson och Eva Karlsson. Utställningarna var ofta kontroversiella med provokativ konst som väckte uppmärksamhet. Det var ett galleri som utmanade tidens konservativa syn på konst och kultur. Galleri Karlsson ställde ut konst av bland andra Dick Bengtsson, Lars Hillersberg, Lena Svedberg, Lars Gösta Lundberg, Jarl Hammarberg, Ulf Rahmberg, Carl Johan De Geer, Marie-Louise Ekman och Gert Aspelin.

## Uppmärksammade utställningar

### Seriernas Fantastiska Värld
1965 arrangerades "Seriernas Fantastiska Värld", Sveriges första serieutställning, på Galleri Karlsson. I samband med utställningen bildades Svenska Serieakademin av seriekännaren Sture Hegerfors och galleristen Bo Karlsson.

### De Geers vapenvägraraffischer
1967 ställde Carl Johan De Geer ut vapenvägraraffischer under titeln Svik fosterlandet, var onationell på Galleri Karlsson. Bland dessa affischer fanns en vid namn Skända flaggan, där han på en brinnande svensk flagga skrivit "KUKEN" och tillfogat texten "SKÄNDA FLAGGAN VÄGRA VAPEN". Affischerna beslagtogs av polisen och De Geer dömdes till dagsböter för skymfande av rikssymbol, skymfande av utländsk rikssymbol samt uppvigling.